# Сьвідерек
Сьвідерек (пол. Świderek) — село в Польщі, у гміні Августів Августівського повіту Підляського воєводства.
Населення — 62 особи (2011).
У 1975-1998 роках село належало до Сувальського воєводства.

## Демографія
Демографічна структура станом на 31 березня 2011 року:
|          | Загалом | Допрацездатний вік | Працездатний вік | Постпрацездатний вік |
| -------- | ------- | ------------------ | ---------------- | -------------------- |
| Чоловіки | 32      | 11                 | 17               | 4                    |
| Жінки    | 30      | 12                 | 13               | 5                    |
| Разом    | 62      | 23                 | 30               | 9                    |